# Masakra w więzieniu mokotowskim
Masakra w więzieniu mokotowskim – masowy mord na więźniach więzienia mokotowskiego w Warszawie dokonany przez Niemców w drugim dniu powstania warszawskiego. 2 sierpnia 1944 żołnierze 3. zapasowego batalionu grenadierów pancernych SS rozstrzelali na terenie zakładu karnego przy ulicy Rakowieckiej 37 ok. 600 Polaków. Była to jedna z największych zbrodni popełnionych przez Niemców na Mokotowie podczas tłumienia powstania warszawskiego. W trakcie masakry część więźniów stawiła esesmanom czynny opór, dzięki czemu kilkuset osobom udało się uciec na teren opanowany przez powstańców.

## Przed wybuchem powstania
Wkrótce po wkroczeniu Niemców do Warszawy (28 września 1939) dawny polski zakład karny przy ul. Rakowieckiej 37 został zaadaptowany na potrzeby okupanta. Gerichtsgefängnis in der Rakowieckastrasse 37 stanowiło odtąd więzienie podległe niemieckim sądom specjalnym (Sondergericht), a po odbyciu kary jego pensjonariusze nadal pozostawali w gestii Gestapo. Obok więźniów podległych sądom specjalnym przetrzymywano na Rakowieckiej również oficerów Wojska Polskiego, którzy nie dopełnili obowiązku zameldowania się u władz niemieckich; przestępców gospodarczych oraz Niemców skazanych za przestępstwa kryminalne. Więzienie szybko zostało zapełnione, a liczba zatrzymanych znacznie przekroczyła standardową pojemność jego cel. Wielu polskich pracowników więzienia współpracowało potajemnie z konspiracyjną Służbą Zwycięstwu Polski – później Armią Krajową. Dzięki ich pomocy wielu osobom zaangażowanym w działalność podziemną udało się opuścić zakład.
Latem 1944 więzienie podlegało komisarzowi Hitzingerowi. 23 lipca 1944, w związku ze zbliżaniem się frontu wschodniego, rozpoczęto zwalnianie więźniów skazanych na kary pozbawienia wolności do lat pięciu – przede wszystkim Niemców i volksdeutschów, a w następnej kolejności Polaków. W ciągu pięciu dni zwolniono 655 osób, w tym ok. 300 Polaków. Na skutek łapownictwa władz więziennych Hitzinger nakazał jednak przerwać zwalnianie osadzonych. 1 sierpnia, na godzinę przed wybuchem powstania, zwolniono jeszcze 11 więźniów.
Według rejestrów prowadzonych przez zastępcę naczelnika więzienia, inspektora sądowego Kirchnera, w momencie wybuchu powstania w zakładzie przy ul. Rakowieckiej 37 przebywało jeszcze 794 więźniów – w tym 41 małoletnich.

## Godzina „W”
Ulica Rakowiecka była jednym z najważniejszych ośrodków niemieckiego oporu na Mokotowie. 1 sierpnia 1944 powstańcy z IV Rejonu AK (Obwód V „Mokotów”) zaatakowali niemieckie pozycje na całej długości Rakowieckiej, nacierając m.in. na koszary SS przy ul. Rakowieckiej 4 (SS-Stauferkaserne), koszary lotników u wlotu ulicy Puławskiej (Flakkaserne), gmach SGGW czy baterie artylerii przeciwlotniczej ustawione na Polu Mokotowskim. Zadanie zdobycia więzienia mokotowskiego i sąsiednich kamienic powierzono I kompanii szturmowej, dowodzonej przez porucznika Antoniego Figurę „Kota” z pułku „Baszta”. Oddział ten liczył około 80 żołnierzy (wliczając sanitariuszki), a jego uzbrojenie prezentowało się bardzo skromnie – 3 pistolety maszynowe, 20 karabinów, 15 pistoletów, 130 granatów i 30 butelek z „koktajlami Mołotowa”.
Żołnierze AK zdołali wedrzeć się do więzienia i zająć budynek administracyjny, lecz dotarcie do budynków penitencjarnych okazało się niemożliwe. W trakcie walki ciężką ranę odniósł porucznik „Kot”. Niemiecka załoga wzmocniona posiłkami z pobliskich koszar SS powstrzymała atak oraz rozbroiła i internowała polskich strażników. Zgodnie z raportem zastępcy naczelnika więzienia, inspektora sądowego Kirchnera, atak kosztował Niemców 9 zabitych i 17 rannych.
Pomimo ostrzału z dział czołgowych powstańcy utrzymali zdobyty budynek administracyjny aż do świtu 2 sierpnia. W ciągu dnia zostali jednak zmuszeni do odwrotu. Niemcy zamordowali rannych i wziętych do niewoli żołnierzy AK. 

## Masakra
2 sierpnia inspektor sądowy Kirchner został mianowany p.o. naczelnika więzienia mokotowskiego. O godzinie 11.00 zawezwano go do pobliskich koszar SS. Tam SS-Obersturmführer Martin Patz, dowódca 3. zapasowego batalionu grenadierów pancernych SS, oświadczył mu, że dowodzący garnizonem warszawskim generał Reiner Stahel zarządził zlikwidowanie więźniów. Ową decyzję potwierdził również dowódca SS i Policji na dystrykt warszawski, SS-Oberführer Paul Otto Geibel, który nakazał dodatkowo rozstrzelanie polskich strażników. Kirchner sporządził protokół przejęcia, na mocy którego przekazał do dyspozycji Patza wszystkich znajdujących się w zakładzie więźniów.
Po południu esesmani wkroczyli na teren więzienia. Spisali dokładnie stan wszystkich cel, a następnie z dwóch oddziałów śledczych na parterze wyprowadzili około 60 mężczyzn, którym rozkazali wykopać trzy rowy o długości ok. 25–30 metrów, a szerokości i głębokości około 2 metrów. Pierwszy z rowów wykopano wzdłuż ścian pawilonu X – po stronie pralni, drugi na placu spacerowym od strony alei Niepodległości, a trzeci – na placu spacerowym od strony ulicy Kazimierzowskiej. Niemieccy żołnierze raczyli się w tym czasie wódką. Po zakończeniu pracy wszyscy kopacze zostali rozstrzelani.
Niemcy przystąpili następnie do likwidacji pozostałych więźniów. Pensjonariuszy wyciągano z cel, prowadzono nad wykopane doły i mordowano strzałem w tył głowy. Jako pierwszych rozstrzelano więźniów z oddziałów nr 1 i 2 (tzw. oddziały śledcze), wśród których znalazło się kilku chłopców w wieku od 12 do 14 lat. Następnie wymordowano pacjentów Izby Chorych. Później esesmani zaczęli kolejno opróżniać oddziały nr: 8 (recydywiści), 10 (więźniowie z wysokimi wyrokami), 11, 3 i 5. Masowe groby szybko się zapełniły więc esesmani byli zmuszeni rozstrzelać część więźniów poza terenem więzienia (po drugiej stronie ulicy Rakowieckiej). W trakcie kilkugodzinnej masakry zamordowano ponad 600 osadzonych więzienia mokotowskiego.

Posłyszałem, iż do mojej celi zbliżają się SS-manni i wtedy ukryłem się pod łóżkiem (...) SS-mann podniósł łóżko, zaczął kopać mnie nogami i wyprowadził (...) Mnie wyprowadzono pojedynczo do dołu koło kotłowni na placu spacerowym od strony al. Niepodległości. SS-mann kazał odwrócić mi się twarzą do dołu, strzelił i kopnął nogą. Kula przeszła mi za uchem [słyszałem świst] i upadłem twarzą na zwłoki. Słyszałem strzały egzekucyjne oraz dobijanie rannych, gdy ktoś się poruszył. W pewnej chwili nie mogąc znieść ciężaru zwłok, postanowiłem wstać i skończyć życie. Byłem pewny, że SS-manni zaraz po podniesieniu się zastrzelą mnie. Spojrzałem do góry i zobaczyłem, że nikogo nade mną nie ma. Z trudem wydostałem się spod trupów – zeznanie Antoniego Józefa Porzygowskiego.

## Bunt więźniów
Rzeź, która odbywała się na więziennym dziedzińcu, była doskonale widoczna z okien cel, a obserwujący ją Polacy zrozumieli, że są skazani na śmierć i nie mają nic do stracenia. Więźniowie ze znajdujących się na drugim piętrze oddziałów nr 6 i 7 zdecydowali się więc na desperacki krok i zaatakowali oprawców. Na oddziale nr 6 więźniowie wybili drzwi cel lub dziury w ścianach za pomocą ław, a następnie wydostawszy się na korytarz podpalili sienniki i słomę – przepłaszając w ten sposób Niemców. Na oddziale nr 7 więźniom udało się zabić kilku esesmanów i odebrać im broń. Zabarykadowano następnie całe drugie piętro i uwolniono więźniów znajdujących się w celach oddziału nr 9 (małoletni). Zaskoczeni Niemcy wycofali się.
Nocą, pod osłoną ciemności i ulewnego deszczu, ocaleli więźniowie zaczęli przechodzić na strych, a następnie na stromy dach gmachu. Stamtąd zeszli na mur okalający więzienie, gdzie z pomocą przyszła im ludność cywilna, przynosząc drabiny. W ten sposób od 200 do 300 więźniów zdołało się wymknąć i przedostać na teren zajęty przez powstańców. Niemcy nie próbowali im przeszkodzić, gdyż błędnie liczyli, że więźniowie będą uciekać główną bramą.
Nieznane są losy internowanych polskich strażników. Niektórzy świadkowie zeznawali, że strażnicy nie zostali wymordowani wraz z więźniami i wielu z nich zdołało przeżyć wojnę. Inni świadkowie podawali jednak wprost przeciwne informacje.

## Epilog
W nocy z 2 na 3 sierpnia kilkunastu ocalałych więźniów przekradło się na Ochotę. Dołączyli oni do obrońców Reduty Kaliskiej. W czasie walk, które toczyły się w następnych dniach, wykazali się „świetną postawą i dzielnością”.
W dniach 16-21 kwietnia 1945 na terenie więzienia mokotowskiego prowadzone były prace ekshumacyjne. Odnaleziono wówczas około 700 zwłok z okresu powstania warszawskiego, spośród których część pochowano jednak na terenie zakładu dopiero po wymordowaniu więźniów (były to zazwyczaj ciała Polaków więzionych i mordowanych na terenie prowizorycznego więzienia w koszarach Stauferkaserne). Odnalezione ciała – z wyjątkiem tych, którymi zaopiekowały się rodziny – pochowano prowizorycznie w ośmiu zbiorowych grobach przy al. Niepodległości. W grudniu 1945 wszystkie ciała ponownie ekshumowano i przeniesiono na Cmentarz Wojskowy na Powązkach, gdzie zostały pochowane w kwaterze powstańczej.
W 1978 przed sądem w Kolonii rozpoczął się proces SS-Obersturmführera Martina Patza, zwanego „rzeźnikiem Mokotowa”. Sądzono go za zbrodnie popełnione przez jego esesmanów podczas tłumienia powstania warszawskiego, w tym przede wszystkim za mord na więźniach zakładu przy ul. Rakowieckiej. W lutym 1980 Patz został uznany winnym i skazany na 9 lat więzienia. Sądzony w tym samym procesie Karl Misling otrzymał wyrok 4 lat więzienia.